# 1843 en philosophie
Chronologie de la philosophie
- 1839
- 1840
- 1841
- 1842
- 1843
- 1844
- 1845
- 1846
- 1847

L’année 1843 a été marquée, en philosophie, par les événements suivants :

## Événements
- Karl Marx s'installe avec sa femme à Paris le 11 novembre 1843 au 38 rue Vaneau.
- Karl Marx écrit Critique de la philosophie du droit de Hegel, œuvre inachevée ; l'introduction paraît en 1844 dans une revue ; le texte complet sera publié en 1927.

## Publications
- Essai sur le principe et les limites de la philosophie de l'histoire de Giuseppe Ferrari.
- Principes de la philosophie de l’avenir et Thèses provisoires en vue d'une réforme de la philosophie de Ludwig Feuerbach.
- Del primato morale e civile degli Italiani de Vincenzo Gioberti.
- Trois essais de Søren Kierkegaard : Crainte et Tremblement, La Reprise (ou La Répétition) et Ou bien... ou bien.

- Francis Bacon : Œuvres de Francis Bacon en deux tomes, traduits en français et présentés par M. F. Riaux. Tome I, De la dignité et de l'accroissement des sciences. Tome 2, Nouvel organum. Essais de Morale et de Politique. De la sagesse des Anciens. Paris, Charpentier.

## Naissances
- 12 mars : Gabriel Tarde, sociologue et psychologue social français, mort en 1904.
- 2 juillet : Antonio Labriola, philosophe et homme politique italien, mort en 1904.
- 19 novembre : Richard Avenarius, philosophe allemand, fondateur de l'empiriocriticisme, mort en 1896.
- 25 décembre : Eugène De Robertis, philosophe positiviste, sociologue et économiste russe d'origine espagnole, mort en 1915.

## Décès
- 10 août : Jakob Friedrich Fries, philosophe allemand, né en 1773.